# Prêmios Globo de Ouro de 2001

Prêmios Globo de Ouro de 2001

 21 de janeiro de 2001
Filme - Drama:
Gladiator
Filme - Comédia ou Musical:
Almost Famous
Série de televisão – Drama:
The West Wing
Série de televisão – Comédia ou Musical:
Sex and the City
Minissérie ou Filme para televisão:
Dirty Pictures
Prêmios Globo de Ouro 

← 2000  ·  2002 →
Os Prêmios Globo de Ouro de 2001 (no original, em inglês, 58th Golden Globe Awards) honraram os melhores profissionais de cinema e televisão, filmes e programas televisivos de 2000. Os candidatos nas diversas categorias foram escolhidos pela Associação de Imprensa Estrangeira de Hollywood (AIEH) e os nomeados anunciados em 21 de de dezembro de 2000.
Na cerimônia, Gladiator e Traffic lideraram as indicações, com cinco respectivamente. Em relação às vitórias, Gladiator foi coroado como melhor filme de drama e Almost Famous como melhor filme de comédia ou musical. Além disso, Ang Lee, diretor de Wo hu cang long, foi coroado como melhor diretor.

## Vencedores e nomeados

### Cinema
| Melhor filme | Melhor filme |
| Drama | Comédia ou musical |
| --- | --- |
| - Gladiator - Billy Elliot - Erin Brockovich - Sunshine - Traffic - Wonder Boys | - Almost Famous - Best in Show - Chicken Run - Chocolat - O Brother, Where Art Thou? |
| Melhor atuação em filme de drama | |
| Ator | Atriz |
| - Tom Hanks – Cast Away - Javier Bardem – Before Night Falls - Russell Crowe – Gladiator - Michael Douglas – Wonder Boys - Geoffrey Rush – Quills                                            | - Julia Roberts – Erin Brockovich - Joan Allen – The Contender - Björk – Dancer in the Dark - Ellen Burstyn – Requiem for a Dream - Laura Linney – You Can Count on Me |
| Melhor atuação em filme de comédia ou musical | |
| Ator | Atriz |
| - George Clooney – O Brother, Where Art Thou? - Jim Carrey – How the Grinch Stole Christmas - John Cusack – High Fidelity - Robert De Niro – Meet the Parents - Mel Gibson – What Women Want | - Renée Zellweger – Nurse Betty - Juliette Binoche – Chocolat - Brenda Blethyn – Saving Grace - Sandra Bullock – Miss Congeniality - Tracey Ullman – Small Time Crooks |
| Melhor atuação coadjuvante em filme – drama, comédia ou musical | |
| Ator coadjuvante | Atriz coadjuvante |
| - Benicio del Toro – Traffic - Jeff Bridges – The Contender - Willem Dafoe – Shadow of the Vampire - Albert Finney – Erin Brockovich - Joaquin Phoenix – Gladiator                           | - Kate Hudson – Almost Famous - Judi Dench – Chocolat - Frances McDormand – Almost Famous - Julie Walters – Billy Elliot - Catherine Zeta-Jones – Traffic |
| Melhor direção | Melhor roteiro |
| Ang Lee – \|Wo hu cang long - - Ridley Scott – Gladiator - Steven Soderbergh – Erin Brockovich - Steven Soderbergh – Traffic - István Szabó – Sunshine                                       | - Traffic – Stephen Gaghan - Almost Famous – Cameron Crowe - Quills – Doug Wright - Wonder Boys – Steve Kloves - You Can Count on Me – Kenneth Lonergan |
| Melhor trillha sonora original | Melhor canção original |
| - Hans Zimmer e Lisa Gerrard – Gladiator - Rachel Portman – Chocolat - Tan Dun –Wo hu cang long (Crouching Tiger, Hidden Dragon) - Ennio Morricone – Malèna - Maurice Jarre – Sunshine       | - "Things Have Changed" – Bob Dylan (Wonder Boys) - "I've Seen It All" – Björk, Sjón e Lars von Trier (Dancer in the Dark) - "My Funny Friend and Me" – Sting (The Emperor's New Groove) - "One in a Million" – Bosson (Miss Congeniality) - "When You Come Back to Me Again" – Garth Brooks e Jenny Yates (Frequency) |
| Melhor filme em língua estrangeira | |
| - Wo hu cang long ( Taiwan) - Amores perros ( México) - I cento passi ( Itália) - Malèna ( Itália) - La veuve de Saint-Pierre ( França)                                                      | |

#### Filmes com múltiplas indicações
| Nomeações | Filme                      |
| --------- | -------------------------- |
| 5         | Gladiator                  |
| 5         | Traffic                    |
| 4         | Almost Famous              |
| 4         | Chocolat                   |
| 4         | Erin Brockovich            |
| 4         | Wonder Boys                |
| 3         | Wo hu cang long            |
| 3         | Sunshine                   |
| 2         | Billy Elliot               |
| 2         | The Contender              |
| 2         | Miss Congeniality          |
| 2         | O Brother, Where Art Thou? |
| 2         | Quills                     |
| 2         | You Can Count on Me        |

#### Filmes com múltiplos prêmios
| Prêmios | Filme           |
| ------- | --------------- |
| 2       | Gladiator       |
| 2       | Almost Famous   |
| 2       | Erin Brockovich |
| 2       | Traffic         |
| 2       | Wo hu cang long |

### Televisão
| Melhor série | Melhor série |
| Drama | Comédia ou Musical |
| --- | --- |
| - The West Wing - CSI: Crime Scene Investigation - ER - The Practice - The Sopranos | - Sex and the City - Ally McBeal - Frasier - Malcolm in the Middle - Will & Grace |
| Melhor atuação em série de drama | |
| Ator | Atriz |
| - Martin Sheen – The West Wing - Andre Braugher – Gideon's Crossing - James Gandolfini – The Sopranos - Rob Lowe – The West Wing - Dylan McDermott – The Practice                                | - Sela Ward – Once and Again - Jessica Alba – Dark Angel - Lorraine Bracco – The Sopranos - Amy Brenneman – Judging Amy - Edie Falco – The Sopranos - Sarah Michelle Gellar – Buffy the Vampire Slayer                       |
| Melhor atuação em série de comédia ou musical | |
| Ator | Atriz |
| - Kelsey Grammer – Frasier - Ted Danson – Becker - Eric McCormack – Will & Grace - Frankie Muniz – Malcolm in the Middle - Ray Romano – Everybody Loves Raymond                                  | - Sarah Jessica Parker – Sex and the City - Calista Flockhart – Ally McBeal - Jane Kaczmarek – Malcolm in the Middle - Debra Messing – Will & Grace - Bette Midler – Bette                                                   |
| Melhor atuação em minissérie ou filme para televisão | |
| Ator | Atriz |
| - Brian Dennehy – Death of a Salesman - Alec Baldwin – Nuremberg - Brian Cox – Nuremberg - Andy Garcia – For Love or Country: The Arturo Sandoval Story - James Woods – Dirty Pictures           | - Judi Dench – The Last of the Blonde Bombshells - Holly Hunter – Harlan County War - Christine Lahti – An American Daughter - Frances O'Connor – Madame Bovary - Rachel Ward – On the Beach - Alfre Woodard – Holiday Heart |
| Melhor atuação coadjuvante em série, minissérie ou filme para televisão | |
| Ator coadjuvante | Atriz coadjuvante |
| - Robert Downey Jr. – Ally McBeal - Sean Hayes – Will & Grace - John Mahoney – Frasier - David Hyde Pierce – Frasier - Christopher Plummer – American Tragedy - Bradley Whitford – The West Wing | - Vanessa Redgrave – If These Walls Could Talk 2 - Kim Cattrall – Sex and the City - Faye Dunaway – Running Mates - Allison Janney – The West Wing - Megan Mullally – Will & Grace - Cynthia Nixon – Sex and the City        |
| Melhor minissérie ou filme para televisão | |
| - Dirty Pictures - Fail Safe - For Love or Country: The Arturo Sandoval Story - Nuremberg - On the Beach                                                                                         | |

#### Séries com múltiplas indicações
| Nomeações | Série                                          |
| --------- | ---------------------------------------------- |
| 5         | The West Wing                                  |
| 5         | Will & Grace                                   |
| 4         | Frasier                                        |
| 4         | The Sopranos                                   |
| 4         | Sex and the City                               |
| 3         | Ally McBeal                                    |
| 3         | Malcolm in the Middle                          |
| 3         | Nuremberg                                      |
| 2         | Dirty Pictures                                 |
| 2         | For Love or Country: The Arturo Sandoval Story |
| 2         | On the Beach                                   |
| 2         | The Practice                                   |

#### Séries com múltiplos prêmios
| Prêmios | Série            |
| ------- | ---------------- |
| 2       | Sex and the City |
| 2       | The West Wing    |